# Zamarada dasysceles
Zamarada dasysceles är en fjärilsart som beskrevs av Fletcher 1974. Zamarada dasysceles ingår i släktet Zamarada och familjen mätare. Inga underarter finns listade i Catalogue of Life.